# Ipotești (Suceava)
Pour les articles homonymes, voir Ipotești.
Ipotești est une commune roumaine située dans le județ de Suceava.